# مردك (قرية)
مردك، إحدى قرى محافظة السويداء في سوريا، وتتبع لمنطقة شهبا وتبعد عن مدينة شهبا الأثرية مسافة 5 كم على الطريق الواصل بين مدينة السويداء وشهبا.
قرية بسيطة تتربع على هضبة خضراء, يمتاز أهلها بالثقافة حيث يندر أن تجد منزل يخلو من عازف موسيقى أو من شاعر أو كاتب أو فنان, كما يتواجد فيها نسبة عالية من حملة الشهادات العلمية والأدبية العالية